# Fürst von Girona

Wappen der Fürsten von Gerona

Fürst von Girona (spanisch Príncipe de Gerona [xeˈɾona]; katalanisch Príncep de Girona [ʒiˈɾonə]), bis 1388 Herzog von Girona (span. Duque de Gerona; katal. Duc de Girona), ist ein spanischer Adelstitel, der 1351 von König Peter IV. von Aragonien für seinen erstgeborenen Sohn und Thronerben durch die Zusammenlegung von vier katalanischen Grafschaften geschaffen wurde (s. u.). Aktuelle Titelträgerin als Fürstin von Girona (Princesa de Gerona; Princesa de Girona) ist die älteste Tochter des amtierenden Königs von Spanien, Felipe VI., die spanische Kronprinzessin Leonor de Borbón.
Unmittelbar verbunden mit dem Fürstentitel von Girona sind folgende Adelstitel:
- Herzog/Herzogin von Montblanc (Duque/Duquesa de Montblanch; Duc/Duquessa de Montblanc)
- Graf/Gräfin von Cervera (Conde/Condesa de Cervera; Comte/Comtessa de Cervera)
- Herr/Herrin von Balaguer (Señorío/Señora de Balaguer; Senyor/Senyora de Balaguer)

## Ursprung des Herzogtums
Das Herzogtum Girona (lateinisch ducatus Gerundensis) wurde im Jahr 1351 von Peter IV. von Aragón für den 1350 geborenen Sohn Johann geschaffen. Der König folgte damit einer Entwicklung in anderen Königreichen Europas (Prince of Wales 1301, Dauphin 1349). Für das Gebiet des Herzogtums fasste Peter IV. die bisherigen Grafschaften Girona, Besalú, Empúries und Osona in einem Herzogtum zusammen. Durch die Schaffung des Herzogtums wurde dieses nicht aus den Ländern der aragonesischen Krone ausgegliedert; das Herzogtum/Fürstentum fiel beim Tod oder bei der Übernahme der Krone von Aragonien durch den Titelträger an die Krone zurück. Die Adeligen, Kleriker und Vertreter der Städte dieses Gebietes sollten weiterhin in den Cortes von Katalonien vertreten sein.

### Gründe für die Schaffung
Mit der Schaffung des Titels Herzog von Girona und der Belehnung mit den Herrschaftsgebieten sollte der älteste Sohn des Königs als Thronfolger mit einer eigenen Einkommensquelle ausgestattet werden, um ihm eine angemessene Hofhaltung zu ermöglichen. Durch den Herzogstitel stand der Thronfolger in der Hierarchie über allen anderen Adeligen, die in den jeweiligen Cortes vertreten waren. Diese Stellung sollte dem Sohn des Königs bereits in einem Alter zukommen, in dem er selbst die damit verbundenen Aufgaben noch nicht wahrnehmen konnte.
Der Titel stand nur Nachfahren des regierenden Königs zu, nicht aber Thronerben, die ihm als jüngere Brüder nachfolgten oder aus Seitenlinien des Herrscherhauses auf den Thron kamen. Diesen wurde nur der Titel eines Herzogs von Montblanc zuerkannt. Den Titel Herzog von Girona trugen nur der spätere König Johann I. und sein Sohn Jakob. Als Ferdinand I. 1412 König Aragoniens wurde, ernannte er seinen Sohn, den späteren König Alfons V., zum Fürsten von Girona. Dieser Titel ist bis heute üblich.
Bei der Wahl der Grafschaft Girona (Gerona) als Namensgeberin des neuen Herzogtitels sollten die Ursprünge der Krone von Aragonien betont werden. Die Grafschaft Girona gehörte als ein Kernland der Grafen von Barcelona zu Katalonien und war nie vorher an Mitglieder des Königshauses als Sekundogenitur vergeben worden. Nachdem Peter IV. die Länder der Krone von Mallorca (Mallorca, Roussillon und Cerdanya, aber nicht die Herrschaft Montpellier) für die aragonesische Krone zurückgewonnen hatte, wollte er durch die Einsetzung des Herzogs von Girona als seinen einzigen Stellvertreter für alle Reiche den Zusammenhalt seiner gesamten Herrschaftsgebiete stärken. Die Fürsten von Girona wurden in den Cortes der einzelnen Reiche der Krone Aragoniens als Stellvertreter des Königs vereidigt (soweit eine solche Vereidigung üblich war). Damit wurde auch die Thronfolge und die Unteilbarkeit der Herrschaft eindeutig festgelegt und bestätigt.

## Geschichte des Titels und seiner Träger

### Herzog von Girona (1351–1388)
Der erste Träger des Titels Dux Gerundensis war Johann, der Sohn des Königs Peter IV. Ihm folgte Johanns Sohn Jakob. Er starb vor seinem Vater. Thronfolger war daraufhin der spätere Martin I. Da Martin aber nicht der älteste Sohn des Königs war, erhielt er den Titel eines Herzogs von Montblanch. Sein Sohn, Martin, genannt der Junge, war zu der Zeit, als er Thronfolger Aragoniens wurde, bereits König von Sizilien, sodass ihm der niedrigere Titel eines Herzogs von Girona nicht verliehen wurde. Ferdinand I. war nie Thronfolger, sondern wurde durch den Schiedsspruch von Caspe direkt König Aragoniens. Sein Sohn Alfons wurde 1412 erster Fürst von Girona.

### Fürst von Girona (1412 bis heute)
Der erste Fürst Alfons hatte keine legitimen Söhne, sodass sein Bruder Johann Thronfolger wurde, als Zweitgeborener aber nicht Fürst von Girona werden konnte. Der Sohn Johanns, Ferdinand bekam nach dem Tod seines Halbbruders Karl von Viana den Titel.
Mit Johann von Aragón und Kastilien wurde das erste Mal ein Thronfolger Fürst von Asturien und Fürst von Girona. Nach seinem Tod wurde Miguel da Paz, der Sohn seiner Schwester Isabella, als Enkel des regierenden Königs Ferdinand II. Thronfolger und damit Fürst von Girona. Miguel da Paz starb 1500 im Alter von zwei Jahren. Im Jahr 1502 wurden Johanna und ihr Ehemann Philipp als neue Fürsten von Girona vereidigt. Bis zum Tod König Ferdinands im Jahr 1516 war Johanna im Bezug auf die Krone Aragoniens weiterhin Thronfolgerin. Ihr ältester Sohn Karl wurde nach dem Tod seines Großvaters Ferdinand König von Aragonien, ohne vorher formal Thronfolger gewesen zu sein.
Seit dem Regierungsantritt des Königs Karl I. im Jahr 1516 wurden die Königreiche der Krone von Aragón in Personalunion bzw. Realunion u. a. mit den Reichen der Krone von Kastilien und dem Königreich Navarra regiert. Die Kronprinzen erhalten seither die Titel eines Fürsten von Asturien als Thronfolger in Kastilien, eines Fürsten von Viana als Thronfolger in Navarra und eines Fürsten von Girona als Thronfolger in den Ländern der Krone Aragoniens. Philipp II. nahm als vereidigter Fürst von Girona häufiger Regierungsaufgaben in den aragonesischen Ländern, wie z. B. den Vorsitz bei den Cortes, für seinen Vater Karl wahr. Die Söhne Philipps, Karl und Ferdinand, waren nacheinander als älteste Söhne des Königs Fürsten von Girona, starben aber vor ihrem Vater. Nach seinen beiden Brüdern Baltasar Carlos und Philipp Prosper war der spätere König Karl II. der letzte Fürst von Girona des Ancien Régime.
Nach seinem Sieg im Spanischen Erbfolgekrieg organisierte Philipp V. Spanien in einen Zentralstaat um, indem er die meisten Einrichtungen der einzelnen Teilreiche zugunsten der Institutionen Kastiliens abschaffte. Diese Reformen, die in den Decretos de Nueva Planta niedergelegt waren, beinhalteten auch die Abschaffung des Titels Fürst von Girona.
Im Jahr 1941 führte Juan de Borbón y Battenberg, das Oberhaupt des spanischen Königshauses im Exil, den Titel wieder ein und verlieh ihn seinem Sohn, dem späteren König Juan Carlos I. Nach der Proklamation zum König von Spanien ging der Titel von Juan Carlos I. auf den damaligen Thronfolger Felipe über. Die gegenwärtige Titelträgerin ist Kronprinzessin Leonor de Borbón y Ortiz, das älteste Kind des amtierenden Königs Felipe VI. und seiner Frau Letizia. Nach Art. 57 Abs. 2 der Verfassung des Königreichs Spanien von 1978 hat das erstgeborene Kind (= unabhängig von seinem Geschlecht) Anspruch auf den Titel, es ist also auch die weibliche Primogenitur möglich. Zeugte der König allerdings noch einen legitimen Sohn, ginge der Titel aufgrund des in Spanien nach wie vor geltenden Erstgeburtsrechts von der erstgeborenen Tochter an den jüngeren Bruder über.

## Liste der Herzöge/Fürsten von Girona
Einige der Infanten führten zwar den Titel, waren aber nicht vor den Cortes vereidigt.
Haus Barcelona/Aragonien
- Johann (1351–1387), später König Johann I.
- Jakob (1387–1388); starb vor seinem Vater

Haus Trastámara
- Alfons (1412–1416), später Alfons V.
- Karl (1458–1461), auch Fürst von Viana
- Ferdinand (1461–1479), später Ferdinand II.
- Johann (1478–1497); starb vor seinen Eltern
- Miguel da Paz (1498–1500), Sohn von Isabella von Aragón und Kastilien; starb vor seinen Großeltern Isabella und Ferdinand
- Johanna (1502–1516), später Johanna von Kastilien zusammen mit ihrem Ehemann Philipp (1502–1506), später Philipp I. von Kastilien

Haus Austria (Habsburg)
- Philipp (1542–1556), später Philipp II.
- Karl (1564–1568); starb vor seinem Vater
- Ferdinand (1571–1578); starb vor seinem Vater
- Baltasar Carlos (1645–1646); starb vor seinem Vater
- Philipp Prosper (1657–1661); starb vor seinem Vater
- Karl (1661–1665), später Karl II.

Haus Borbón
- Juan Carlos (1941–1977), später Juan Carlos I.
- Felipe (1977–2014), später Felipe VI.
- Leonor (2014– )